# Paasisaari (ö i Norra Savolax, Varkaus)
Paasisaari är en ö i Finland. Den ligger i sjön Haukivesi och i kommunen Varkaus i den ekonomiska regionen  Varkaus ekonomiska region  och landskapet Norra Savolax, i den sydöstra delen av landet, 280 km nordost om huvudstaden Helsingfors. Öns area är 10,2 hektar och dess största längd är 0,6 kilometer i sydöst-nordvästlig riktning.